# Andrea Gherardini
Andrea Gherardini (Firenze, XIII secolo – XIV secolo) è stato un politico italiano, della famiglia Gherardini di Firenze.

## Biografia
Andrea Gherardini, detto lo "scacciaguelfi", era un membro dei Gherardini di Toscana (o di Montagliari), fu Podestà di Pistoia nel 1301 e fu uno dei capi della fazione dei guelfi bianchi a cui la sua famiglia aveva aderito nella guerra civile fiorentina.
Nel maggio del 1301 condusse un'azione repressiva contro i guelfi neri: una fulminea vittoria che gli diede il soprannome di "scacciaguelfi" e che trasformò Pistoia in un riferimento per i guelfi bianchi e ghibellini della Toscana. Nel 1301 Pistoia iniziò la "guerra dei cinque anni" dove fronteggiò i guelfi neri da essa appena esiliati, Firenze che era caduta in mano dei neri, Lucca, Siena, Prato, San Gimignano, Colle di Val d'Elsa e altri borghi tutti sotto la guida del futuro re di Napoli Roberto I d'Angiò allora duca di Calabria. La città cedette nel 1306 dopo aver combattuto valorosamente e aver perso diversi territori durante una battaglia e l'altra fino ad un ultimo assedio alla città stessa durato 11 mesi dove al termine si arrivò ad un compromesso. Nello stesso periodo venivano sradicati dal Chianti anche gli altri Gherardini, membri della sua famiglia.